# Sphaeranthula straeleni
Genre
Espèce
Sphaeranthula straeleni, unique représentant du genre Sphaeranthula, est une espèce de cnidaires de la famille des Botrucnidiferidae.

## Systématique
Le nom valide complet (avec auteur) de ce taxon est Sphaeranthula straeleni Leloup, 1955.

## Publication originale
- Leloup, E. (1955). « Larve de cérianthaire Sphæranthula straeleni g. nov. sp. nov. » Expédition Océanographique Belge dans les Eaux Côtières Africanes de l'Atlantique sud (1948-1949). 3, 4, 3-7